# Isola Aracena
L'isola Aracena (Isla Aracena o Isla Capitan Aracena in spagnolo) è un'isola della Terra del Fuoco.
L'isola fa parte del comune di Punta Arenas, nella Provincia di Magallanes, che fa parte della Regione di Magellano e dell'Antartide Cilena.

## Geografia
Con una superficie di 1.164 km²
l'isola si colloca al 291º posto tra le isole più grandi del mondo.
L'altezza massima raggiunta è la cima del Monte Vernal a 1.158 metri s.l.m.